# آلن دنیس
آلن دنیس (انگلیسی: Alan Dennis؛ زادهٔ ۲۲ فوریهٔ ۱۹۵۱) بازیکن فوتبال اهل بریتانیا است.
از باشگاه‌هایی که در آن بازی کرده‌است می‌توان به باشگاه فوتبال دوور اتلتیک و باشگاه فوتبال کولچستر یونایتد اشاره کرد.